# Galba (Suessiones)
Galba was een koning van het Gallische volk van de Suessiones. Hij stond tegenover Julius Caesar in 57 v.Chr. tijdens de Gallische Oorlog. Na zijn nederlaag bij de Axona en het Romeinse beleg van de stad Noviodunum dat daarop volgde, moest hij zich onderwerpen aan de Romeinse generaal. Zijn volk werd vazal van de Remi gemaakt.

## Koning van de Suessiones
Er is niets bekend over zijn troonsbestijging, behalve dat een van zijn voorgangers, zo niet zijn directe voorganger, Diviciacus, de macht had over alle volkeren van Gallia Belgica, net als over enkele Britse volkeren. Omdat de titel van koning bij de Kelten niet altijd erfelijk was, is het echter niet zeker of Diviciacus en Galba familie van elkaar waren.
Het lijkt erop dat Galba een groot deel van het prestige van Diviciacus erfde. In 57 v.Chr. werd hij aan het hoofd geplaatst van een Belgische coalitie tegen Julius Caesar, hoewel de aanspoorders van deze opstand, de Bellovaci, deze positie begeerden. Zijn positie werd echter al snel verzwakt door het feit dat de Remi overgelopen waren naar de Romeinse generaal. Volgens Caesar hadden de Remi en de Suessiones dezelfde leiders. Het is daarom waarschijnlijk dat Galba ook macht uitoefende binnen de stam van de Remi.
Galba werd leider van de coalitie door zijn rechtvaardigheid (iustitia) en zijn wijsheid (prudentia). Vreemd genoeg schreef Cassius Dio in zijn Romeinse geschiedenis dat het coalitieleger geleid werd door een zekere "Adra".

## Strijd tegen Caesar
De Belgische coalitie belegerde het oppidum Bibrax van de Remi, maar ze hieven het beleg op om Caesar te achtervolgen. De confrontatie tussen de coalitie van Galba en de Romeinse troepen van Julius Caesar vond plaats op de oevers van de Aisne op de grens tussen de Remi en de Suessiones.
De Belgae verloren het gevecht en de coalitie viel uit elkaar door de Bellovaci, die hun land, dat op bevel van Caesar aangevallen werd door de Aedui, wilden verdedigen.
Nadat Caesar de achterhoede van het leger van Galba had aangevallen en op de vlucht had gedreven. Hij belegerde Noviodunum, waarschijnlijk het machtscentrum van Galba. Een eerste aanval draaide op niets uit, maar het bouwen van enkele belegeringstorens zorgde ervoor dat de Suessiones zich overgaven. De tussenkomst van de Remi zorgde ervoor dat ze niet ter dood werden gebracht of tot slaaf werden gemaakt. Maar toch vroeg Caesar gijzelaars onder de adel, waaronder twee zonen van Galba. Verder maakte hij van de Suessiones vazallen van de Remi. Het is mogelijk dat na deze gebeurtenissen de Meldi en de Silvanecti zich afscheurden van de Suessiones, bij wie ze tot op dat moment enkel pagi geweest waren.
De heerschappij van Galba markeert de verzwakking, of zelfs het uiteenvallen, van de machtige stam van de Suessiones. Galba zelf lijkt deze gebeurtenissen overleefd te hebben, maar hierna verdwijnt hij uit de geschiedenis.

## Etymologie van de naam "Galba"
De naam "Galba" is vooral bekend als een Romeinse naam. Dit was een cognomen die vooral geassocieerd wordt met een tak van de Gens Sulpicia. De bekendste drager van deze naam is keizer Servius Sulpicius Galba. Er is ook een andere Servius Sulpicius Galba bekend, praetor in 54 v.Chr. Blijkbaar stond hij ook onder commando van Caesar, vooral bij het consolideren van zijn macht over de volkeren in de Alpen en de weg tussen Italië en Gallië te verzekeren.
Volgens Suetonius betekent Galba in het Gallisch "dik, vet". Deze vertaling kan vergeleken worden met het oud-Gaelische Golb: "dik". Daarom wordt normaal gezien gedacht dat de naam Galba van origine Keltisch was. Toch weet men dat een van de deugden van een Keltische krijger niet dik was. We weten ook dat de taille van de Gallische krijgers werd gemeten, en zij die een zekere maat overschreden, werden gestraft. Daarom lijkt de naam Galba bij de Kelten niet gepast voor een politiek en militair leider. Een andere mogelijke vertaling kan daarom "weelde" of "voorspoed" zijn.